# Jeremiah Paul Jr.
Pour les articles homonymes, voir Paul.
Jeremiah Paul Jr., né avant 1791 et mort le 13 juillet 1820 à Saint-Louis au Missouri, est un peintre américain de portraits et de miniatures.

## Biographie
Jeremiah Paul Jr. est né avant 1791. Actif à Philadelphie à partir de 1791, il commence la peinture de portraits, il travaille à Baltimore en 1806 et à Pittsburgh en 1814.
Il est mort le 13 juillet 1820 à Saint-Louis au Missouri.

## Œuvres
- Portrait d'un gentleman, 1800[5]